# William M. Fenton
William Matthew Fenton, född 19 december 1808 i Norwich, New York, död 13 maj 1871 i Flint, Michigan, var en amerikansk demokratisk politiker. Han var Michigans viceguvernör 1848–1852 och Flints borgmästare 1858–1859.
Fenton valdes 1848 till viceguvernör med omval 1850. År 1858 efterträdde Fenton Henry M. Henderson som Flints borgmästare och efterträddes 1859 av Porter Hazelton. Fenton avled 1871 och gravsattes på Glenwood Cemetery i Flint. Staden Fenton i Michigan har fått sitt namn efter William M. Fenton.